# 하준수 (희극인)
하준수(河俊秀, 1989년 10월 5일 ~ )는 대한민국의 희극 배우이다.

## 학력
- 창원중앙고등학교

## 출연작

### 방송
- 《코미디빅리그》 (tvN)
  - 《코빅열차》 야누스 형사(2014년 2쿼터 ~ 4쿼터 2라운드), 조아이언(아이언)(2015년 4쿼터 3라운드 ~ 8라운드) 역
  - 《깝스》 범인 역
  - 《희극지왕》 기모찌상(정만호)의 수제자2 역
  - 《검은 사제들》
  - 《크레이지》
  - 《자매들》 네 자매의 남동생 역
  - 《석포빌라 B02호》
  - 《저승사자》저승사자 동생 역
  - 《슈퍼스타 김용명》김용명 매니저 역
- 《한판만 시즌 3》 (온게임넷)

### 광고
- KT olleh tv